# Chamaedorea adscendens
Chamaedorea adscendens es una especie de palmera que se distribuye por Guatemala y Belice.

## Descripción
Tiene un tallo solitario, erguido, con poca frecuencia decumbente, de 2,5 m de altura, a menudo rastrero y enterrado en la hojarasca, cubiertos con fundas persistentes.Las hojas  pinnadas o con poca frecuencia bífidas; pecíolo de 7 cm de largo o más; pinnas 2-6 en cada lado del raquis. Las inflorescencias: infrafoliares. Frutas de 8 mm de diámetro o largo, globosas u ovoides, negra; semillas de 6 mm de largo.

## Taxonomía
Chamaedorea adscendens fue descrita por (Dammer) Burret y publicado en Notizblatt des Botanischen Gartens und Museums zu Berlin-Dahlem 11(107): 737. 1933.
Etimología
Chamaedorea: nombre genérico que deriva de las palabras griegas: χαμαί (chamai), que significa "sobre el terreno", y δωρεά (dorea) , que significa "regalo", en referencia a las frutas fácilmente alcanzadas en la naturaleza por el bajo crecimiento de las plantas.
adscendens, es un epíteto latino que significa "ascendente"
Sinonimia
- Kinetostigma adscendens Dammer
- Tuerckheimia ascendens Dammer[6]